# Gerichtsbezirk Abtenau
Der Gerichtsbezirk Abtenau war ein dem Bezirksgericht Abtenau unterstehender Gerichtsbezirk im österreichischen Bundesland Salzburg. Der Gerichtsbezirk umfasste den östlichen Teil des Bezirks Hallein.

## Geschichte
Als erster Richter im Lammertal wird Heinrich von Gutrat 1299 urkundlich erwähnt.
Der Gerichtsbezirk Abtenau wurde gemeinsam mit 22 anderen Gerichtsbezirken in Salzburg durch einen Erlass des k.k. Oberlandesgerichtes Linz am 4. Juli 1850 geschaffen und umfasste ursprünglich die 14 Steuergemeinden „Abtenau (Gemeinde), Abtenau (Markt), Annaberg, Fischbach, Gappen, Leithenhaus, Neubach, Rigaus, Rußbach, Schorn, Seetratten, Seydegg, Unterberg, Weitenau“.
Der Gerichtsbezirk bildete im Zuge der Trennung der politischen von der judikativen Verwaltung
ab 1868 gemeinsam mit den Gerichtsbezirken Golling, Hallein, Mattsee, Neumarkt, Oberndorf, Salzburg und Sankt Gilgen den Bezirk Salzburg-Umgebung.
Per 1. September 1896 wurden die Gerichtsbezirke Abtenau, Golling und Hallein vom Bezirk Salzburg-Umgebung abgetrennt und zum neuen Bezirk Hallein vereint.
Durch Gemeindezusammenlegungen reduzierte sich die Zahl der Gemeinden bis zuletzt auf drei Gemeinden,
wobei per 1. Jänner 1939 ein Teil der Gemeinde Abtenau (Weitenau) der Gemeinde Weitenau Scheffau am Tennengebirge und damit dem Gerichtsbezirk Hallein zugeschlagen worden war.
Durch die 2002 beschlossene „Bezirksgerichte-Verordnung Salzburg“ wurde der Gerichtsbezirk Abtenau aufgelöst und per 1. Jänner 2003 mit dem Gerichtsbezirk Hallein vereint.

## Gerichtssprengel
Der Gerichtsbezirk Abtenau umfasste vor der Auflösung die drei Gemeinden Abtenau, Annaberg-Lungötz und Rußbach am Paß Gschütt.